# Johan Frederik Brockenhuus
Johan Frederik Brockenhuus (født 1682, død 16. juni 1756) var en dansk godsejer og officer, bror til Hans Brockenhuus-Løwenhielm og far til Caspar Christopher Brockenhuus.
Han var søn af Caspar Christopher Brockenhuus og Cathrine Hedevig von Løwenhielm og arvede godsejerne Bramstrup og Lindved. Han kom 1697 på Det ridderlige Akademi i København, blev kadet, 1698 fænrik ved Oplandske nationale infanteriregiment, 1699 sekondløjtnant, 1700 forsat til Garden til Fods, 1701 karakteriseret og 1702 virkelig premierløjtnant, 1704 kaptajn ved Fürsmanns dragonregiment, 1707 ritmester og forsat til I. fynske rytterregiment.
1710 blev Brockenhuus major og deltog i slaget ved Helsingborg 10. marts 1710, blev 1712 karakteriseret oberstløjtnant og deltog 20. december 1712 i slaget ved Gadebusch, 1716 oberst og chef for I. sjællandske rytterregiment, 1725 chef for 1. søndenfjeldske rytterregiment, 1730 generalmajor og chef for 1. fynske rytterregiment, 1731 generalinspektør over rytteriet på Fyn, 1734 hvid ridder med valgsproget "Caiite sed candide", 1739 karakteriseret generalløjtnant, 10. november 1742 kommandant på Kronborg, 1746 virkelig generalløjtnant. 2. februar 1748 gik han af som kommandant, og 28. april tog han afsked med hæren.
29. december 1717 ægtede han i Marslev Kirke Christiane Frederikke Louise Giedde (1696 i København – 1724).
Han er begravet i Nørre Lyndelse Kirke.